# Thomas Armitage
Thomas Rhodes Armitage, född 2 april 1824, död 23 oktober 1890, var en engelsk läkare och föregångare inom blindskriftsutbildningen.
Armitage var läkare i London fram till 1860, och utmärkte sig främst genom att stimulera utbredningen av den Brailleska punktskriften. Han grundade även föreningar för de blindas bistånd och skrev Education and employment of the blind.